# Европско првенство у атлетици на отвореном 1962.
Европско првенство у атлетици на отвореном 1962. је 7. првенство организовано под контролом Европске атлетске асоцијације ЕАА. Првенство је одржано у Београду од 12. до 16. септембра 1962. на Стадиону ЈНА данас, Стадиону Партизана у Београду. То је било прво првенство одржано у једној од источноевропских земаља.
На првенству се такмичило у 36. дисциплина, 24 у мушкој и 12 у женској конкуренцији.
Постигнута су 3 светска и 2 европска атлетска рекорда на отвореном.

## Земље учеснице
На 7. Европском првенству су учествовало је 670 такмичара из 29 земаља.
1. Аустрија (9)
2. Белгија (9)
3. Бугарска (21)
4. Грчка (11)
5. Данска (4)
6. Ирска (4)
7. Исланд (4)
8. Италија (36)
9. Југославија (39)
10. Лихтенштајн (2)
11. Луксембург (3)
12. Малта (1)
13. Мађарска (40)
14. Норвешка (14)
15. Пољска (50)
16. Португалија (4)
17. Румунија (18)
18. СССР (74)
19. Турска (11)
20. Уједињено Краљевство (74)
21. Финска (29)
22. Француска (42)
23. Холандија (8)
24. Чехословачка (25)
25. Швајцарска (16)
26. Шведска (18)
27. Шпанија (6)
28. Немачка (96)

- Западна Немачка (46)
- Источна Немачка (50)

## Резултати такмичења

### Мушкарци
| Дисциплина               |                                                                           | Резултат      |                                                                                  | Резултат  |                                                                                | Резултат  |
| 100 м детаљи             | Claude Piquemal Француска                                                 | 10,4          | Jocelyn Delecour Француска                                                       | 10,4      | Петер Гампер Немачка                                                           | 10,4      |
| 200 м детаљи             | Ове Јонсон Шведска                                                        | 20,7 РЕП      | Мариан Фоик Пољска                                                               | 20,8      | Серђо Отолина Италија                                                          | 20,8      |
| 400 м детаљи             | Robbie Brightwell Уједињено Краљевство                                    | 45,9 РЕП      | Манфред Киндер Немачка                                                           | 46,1      | Ханс-Јоахим Реске Немачка                                                      | 46,4      |
| 800 м детаљи             | Манфред Матушевски Немачка                                                | 1:50,5        | Валериј Булисјев СССР                                                            | 1:51,2    | Паул Шмидт Немачка                                                             | 1:51,2    |
| 1.500 м детаљи           | Мишел Жази Француска                                                      | 3:40,9        | Витолд Баран Пољска                                                              | 3:42,1    | Томаш Салингер Чехословачка                                                    | 3:42,2    |
| 5.000 м детаљи           | Bruce Tulloh Уједињено Краљевство                                         | 14:00,6       | Kazimierz Zimny Пољска                                                           | 14:01,8   | Пјотр Болотњиков СССР                                                          | 14:02,6   |
| 10.000 м детаљи          | Пјотр Болотњиков СССР                                                     | 28:54,0 РЕП   | Фридрех Јанке Немачка                                                            | 29:01,6   | Рој Фаулер Уједињено Краљевство                                                | 29:02,0   |
| Маратон детаљи           | Брајан Килби Уједињено Краљевство                                         | 2:23:18,8     | Aurèl van den Driessche Белгија                                                  | 2:24:02,0 | Виктор Бајков СССР                                                             | 2:24:20,8 |
| 110 м препоне детаљи     | Анаталиј Михаилов СССР                                                    | 13,8          | Giovanni Cornacchia Италија                                                      | 14,0      | Николај Березуцки СССР                                                         | 14,2      |
| 400 м препоне детаљи     | Салваторе Морале Италија                                                  | 49,2 СР       | Јерг Нојман Немачка                                                              | 50,3      | Хелмут Јанц Немачка                                                            | 50,5      |
| 3.000 м препреке детаљи  | Гастон Рулантс Белгија                                                    | 8:32,6 РЕП    | Золтан Вамош Румунија                                                            | 8:37,6    | Николај Соколов СССР                                                           | 8:40,6    |
| штафета 4 x 100 м детаљи | Немачка : Клаус Улонска Петер Гампер Јохен Бендер Манфред Гермар          | 39,5 РЕП      | Пољска: Jerzy Juskowiak Анджеј Зјелињски Zbigniew Syka Мариан Фоик               | 39,5 РЕП  | Уједињено Краљевство: Алф Меакин Рон Џонс Бервин Џонс Дејвид Џонс              | 39,8      |
| штафета 4 x 400 м детаљи | Немачка : Јоханес Шмит Вилхред Киндерман Ханс-Јоахим Реске Манфред Киндер | 3:05,8 РЕП    | Уједињено Краљевство: Бари Џексон Кенет Вилкок Adrian Metcalfe Robbie Brightwell | 3:05,9    | Швајцарска: Bruno Galliker Jean-Louis Descloux Marius Theiler Ханс-Риди Брудер | 3:07,0    |
| 20 км ходање детаљи      | Кен Метјуз Уједињено Краљевство                                           | 1:35:54       | Ханс-Георг Рајман Немачка                                                        | 1:36:14   | Владимир Голубничиј СССР                                                       | 1:36:37   |
| 50 км ходање детаљи      | Абдон Памич Италија                                                       | 4:19:46,6     | Григориј Паничкин СССР                                                           | 4:24:35   | Доналд Томпсон Уједињено Краљевство                                            | 4:29:00,2 |
| Скок увис детаљи         | Валериј Брумељ СССР                                                       | 2,21 РЕП      | Стиг Петерсон Шведска                                                            | 2,13      | Роберт Шавлакадзе СССР                                                         | 2,09      |
| Скок мотком детаљи       | Пенти Никула Финска                                                       | 4,80 РЕП      | Рудолф Томашек Чехословачка                                                      | 4,60      | Кауко Нистрем Финска                                                           | 4,60      |
| Скок удаљ Детаљи         | Игор Тер-Ованесјан СССР                                                   | 8,19          | Рајнер Стенијус Финска                                                           | 7,85      | Пенти Ескола Финска                                                            | 7,85      |
| Троскок детаљи           | Јозеф Шмид Пољска                                                         | 16,55 РЕП     | Владимир Горјајев СССР                                                           | 16,39     | Олег Федосејев СССР                                                            | 16,24     |
| Бацање кугле Детаљи      | Вилмош Варју Мађарска                                                     | 19,02 РЕП     | Виктор Липснис СССР                                                              | 18,38     | Алфред Сосгорник Пољска                                                        | 18,28     |
| Бацање диска Детаљи      | Владимир Трусењев СССР                                                    | 57,11 РЕП     | Kees Koch Холандија                                                              | 55,96     | Лотар Милде Немачка                                                            | 55,47     |
| Бацање кладива детаљи    | Ђула Живоцки Мађарска                                                     | 69,64 РЕП, ЕР | Алексеј Балтовски СССР                                                           | 66,93     | Јуриј Бакаринов СССР                                                           | 66,57     |
| Бацање копља детаљи      | Јанис Лусис СССР                                                          | 82,04 РЕП     | Виктор Цибуленко СССР                                                            | 77,92     | Wladislaw Nikicuk Пољска                                                       | 77,66     |
| Десетобој детаљи         | Василиј Кузњецов СССР                                                     | 8.026 РЕП     | Вернер фон Молтке Немачка                                                        | 8.022     | Манфред Бок Немачка                                                            | 7.835     |

### Жене
| Дисциплина               |                                                                       | Резултат  |                                                             | Резултат  |                                                                     | Резултат  |
| 100 м детаљи             | Дороти Хајман Уједињено Краљевство                                    | 11,3      | Јута Хајне Немачка                                          | 11,3      | Тереса Ћепли Пољска                                                 | 11,4      |
| 200 м детаљи             | Јута Хајне Немачка                                                    | 23,5 РЕП  | Дороти Хајман Уједињено Краљевство                          | 23,7      | Барбара Собота Пољска                                               | 23,9      |
| 400 м детаљи             | Марија Иткина СССР                                                    | 53,4 СР   | Џој Гривесон Уједињено Краљевство                           | 53,9      | Тили ван дер Звард Холандија                                        | 54,2      |
| 800 м детаљи             | Герда Кран Холандија                                                  | 2:02,8 ЕР | Валтрауд Кауфман Немачка                                    | 2:05,0    | Олга Кази Мађарска                                                  | 2:05,0    |
| 80 м препоне детаљи      | Тереса Ћепли Пољска                                                   | 10,6 РЕП  | Карин Балцер Немачка                                        | 10,6 =РЕП | Марија Пјатковска Пољска                                            | 10,6 =РЕП |
| 80 м препоне детаљи      | Тереса Ћепли Пољска                                                   | 10,6 РЕП  | Карин Балцер Немачка                                        | 10,6 =РЕП | Ерика Фиш Немачка                                                   | 10,6 =РЕП |
| штафета 4 x 100 м детаљи | Пољска: Тереса Ћепли Барбара Собота Елзбиета Широка Марија Пјатковска | 44,5 ЕР   | Немачка : Ерика Фиш Марта Пенсбергер Марен Колин Јута Хајне | 44,6      | Уједињено Краљевство: Ен Пакер Дороти Хајман Daphne Arden Мери Ранд | 44,9      |
| Скок увис детаљи         | Јоланда Балаш Румунија                                                | 1,83 РЕП  | Олга Гере Југославија                                       | 1,76 НР   | Линда Кнпвлес Уједињено Краљевство                                  | 1,73      |
| Скок удаљ Детаљи         | Татјана Шелканова СССР                                                | 6,36      | Елжбијета Кшесинска Пољска                                  | 6,22      | Мери Ранд Уједињено Краљевство                                      | 6,22      |
| Бацање кугле Детаљи      | Тамара Прес СССР                                                      | 18,55 СР  | Ренате Гариш Немачка                                        | 17,17     | Галина Зубина СССР                                                  | 16,95     |
| Бацање диска Детаљи      | Тамара Прес СССР                                                      | 56,91 РЕП | Дорис Милер Немачка                                         | 53,60     | Јолан Кончек Мађарска                                               | 52,82     |
| Бацање копља детаљи      | Елвира Озолина СССР                                                   | 54,93     | Марија Дјаконеску Румунија                                  | 52,10     | Авелтина Шаститко СССР                                              | 51,80     |
| Петобој детаљи           | Галина Бистрова СССР                                                  | 4.833     | Дениз Генар Француска                                       | 4.735     | Хелга Хофман Немачка                                                | 4.676     |

## Биланс медаља
| Медаље земље домаћина |

|     | Земља                |    |    |    |    |
| --- | -------------------- | -- | -- | -- | -- |
| 1.  | СССР                 | 7  | 6  | 8  | 21 |
| 2.  | Уједињено Краљевство | 4  | 1  | 3  | 8  |
| 3.  | Немачка              | 3  | 5  | 6  | 14 |
| 4.  | Италија              | 2  | 1  | 1  | 4  |
| 5 . | Француска            | 2  | 1  | 0  | 3  |
| 6.  | Мађарска             | 2  | 0  | 0  | 2  |
| 7.  | Пољска               | 1  | 4  | 2  | 7  |
| 8.  | Финска               | 1  | 1  | 2  | 4  |
| 9 . | Белгија              | 1  | 1  | 0  | 2  |
| 9 . | Шведска              | 1  | 1  | 0  | 2  |
| 11. | Чехословачка         | 0  | 1  | 1  | 2  |
| 12. | Румунија             | 0  | 1  | 0  | 1  |
| 12. | Холандија            | 0  | 1  | 0  | 1  |
| 14. | Швајцарска           | 0  | 0  | 1  | 1  |
|     | Укупно (14)          | 24 | 24 | 24 | 72 |

|     | Земља                |    |    |    |    |
| --- | -------------------- | -- | -- | -- | -- |
| 1.  | СССР                 | 6  | 0  | 2  | 8  |
| 2.  | Пољска               | 2  | 1  | 3  | 6  |
| 3.  | Уједињено Краљевство | 1  | 2  | 3  | 6  |
| 4.  | Немачка              | 1  | 6  | 2  | 9  |
| 5 . | Румунија             | 1  | 1  | 0  | 2  |
| 6.  | Холандија            | 1  | 0  | 1  | 2  |
| 7.  | Француска            | 0  | 1  | 0  | 1  |
| 7.  | Југославија          | 0  | 1  | 0  | 1  |
| 9.  | Мађарска             | 0  | 0  | 2  | 2  |
|     | Укупно (9)           | 12 | 12 | 13 | 37 |

### Биланс медаља, укупно
| #   | Земља                |    |    |    |     |
| --- | -------------------- | -- | -- | -- | --- |
| 1.  | СССР                 | 13 | 6  | 10 | 29  |
| 2.  | Уједињено Краљевство | 5  | 3  | 6  | 14  |
| 3.  | Немачка              | 4  | 11 | 8  | 23  |
| 4.  | Пољска               | 3  | 5  | 5  | 13  |
| 5 . | Француска            | 2  | 2  | 0  | 4   |
| 6.  | Италија              | 2  | 1  | 1  | 4   |
| 7.  | Мађарска             | 2  | 0  | 0  | 2   |
| 8.  | Румунија             | 1  | 2  | 0  | 3   |
| 9.  | Финска               | 1  | 1  | 2  | 4   |
| 10. | Холандија            | 1  | 1  | 1  | 2   |
| 11. | Белгија              | 1  | 1  | 0  | 2   |
| 11. | Шведска              | 1  | 1  | 0  | 2   |
| 13. | Чехословачка         | 0  | 1  | 1  | 2   |
| 14. | Југославија          | 0  | 1  | 0  | 1   |
| 15. | Швајцарска           | 0  | 0  | 1  | 1   |
|     | Укупно (15)          | 36 | 36 | 37 | 109 |

## Табела успешности на Европском превенству 1962.
Ово је преглед успешности земаља према броју осам првопласираних (финалиста) у свим дисциплинама. Бодови су додељивани овако. Прволасирани је добијао 8 бодова, а последњи осми 1 бод.
| Плас. | Земља                | 1. место | 2. место | 3. место | 4. место | 5. место | 6. место | 7. место | 8. место | Бр. укупно |
| ----- | -------------------- | -------- | -------- | -------- | -------- | -------- | -------- | -------- | -------- | ---------- |
| 1.    | СССР                 | 13 - 104 | 6 - 42   | 10 - 60  | 4 - 20   | 5 - 20   | 13 - 39  | 2 - 4    | 1 - 1    | 54 - 288   |
| 2.    | Немачка              | 4 - 32   | 11 - 77  | 8 - 48   | 8 - 40   | 2 - 8    | 11 - 33  | 6 - 12   | 5 - 5    | 55 - 255   |
| 3.    | Уједињено Краљевство | 5 - 40   | 3 - 21   | 5 - 30   | 7 - 35   | 3 - 14   | 2 - 6    | 0 - 0    | 2 - 2    | 27 - 158   |
| 4.    | Пољска               | 3 - 24   | 5 - 35   | 5 - 30   | 5 - 25   | 5 - 20   | 3 - 9    | 2 - 4    | 2 - 2    | 30 - 149   |
| 5.    | Француска            | 2 - 16   | 2 - 14   | 0 - 0    | 3 - 15   | 3 - 12   | 1 - 3    | 1 - 2    | 2 - 2    | 14 - 64    |
| 6.    | Мађарска             | 2 - 16   | 0 - 0    | 2 - 12   | 0 - 0    | 4 - 16   | 4 - 12   | 0 - 0    | 1 - 1    | 13 - 57    |
| 7.    | Италија              | 2 - 16   | 1 - 7    | 1 - 6    | 0 - 0    | 3 - 12   | 1 - 3    | 0 - 0    | 1 - 1    | 9 - 45     |
| 8.    | Финска               | 1 - 8    | 1 - 7    | 2 - 12   | 3 - 15   | 0 - 0    | 0 - 0    | 0 - 0    | 0 - 0    | 7 - 42     |
| 9.    | Шведска              | 1 - 8    | 1 - 7    | 1 - 6    | 2 - 10   | 2 - 6    | 0 - 0    | 0 - 0    | 0 - 0    | 7 - 38     |
| 10.   | Југославија          | 0 - 0    | 1 - 7    | 0 - 0    | 1 - 5    | 1 - 4    | 2 - 6    | 3 - 6    | 4 - 4    | 12 - 32    |
| 11.   | Холандија            | 1 - 8    | 1 - 7    | 1 - 6    | 2 - 5    | 0 - 0    | 0 - 0    | 1 - 2    | 0 - 0    | 6 - 28     |
| 12.   | Румунија             | 1 - 8    | 2 - 14   | 0 - 0    | 0 - 0    | 0 - 0    | 1 - 3    | 0 - 0    | 0 - 0    | 4 - 26     |
| 13.   | Чехословачка         | 0 - 0    | 1 - 7    | 1 - 6    | 0 - 0    | 1 - 4    | 1 - 3    | 0 - 0    | 0 - 0    | 4 - 20     |
| 14.   | Белгија              | 1 - 8    | 1 - 7    | 0 - 0    | 0 - 0    | 0 - 0    | 0 - 0    | 0 - 0    | 0 - 0    | 2 - 15     |
| 15.   | Бугарска             | 0 - 0    | 0 - 0    | 0 - 0    | 0 - 0    | 1 - 4    | 0 - 0    | 2 - 4    | 1 - 1    | 4 - 9      |
| 16.   | Аустрија             | 0 - 0    | 0 - 0    | 0 - 0    | 1 - 5    | 0 - 0    | 1 - 3    | 0 - 0    | 0 - 0    | 2 - 8      |
| 17.   | Ирска                | 0 - 0    | 0 - 0    | 0 - 0    | 0 - 0    | 1 - 4    | 1 - 3    | 0 - 0    | 0 - 0    | 2 - 7      |
| 18.   | Швајцарска           | 0 - 0    | 0 - 0    | 1 - 6    | 0 - 0    | 0 - 0    | 0 - 0    | 0 - 0    | 0 - 0    | 1 - 6      |
| 19.   | Исланд               | 0 - 0    | 0 - 0    | 0 - 0    | 0 - 0    | 0 - 0    | 1 - 3    | 0 - 0    | 0 - 0    | 1 - 3      |
| 20.   | Данска               | 0 - 0    | 0 - 0    | 0 - 0    | 0 - 0    | 0 - 0    | 0 - 0    | 1 - 2    | 1 - 1    | 2 - 3      |
| 21.   | Норвешка             | 0 - 0    | 0 - 0    | 0 - 0    | 0 - 0    | 0 - 0    | 0 - 0    | 1 - 2    | 0 - 0    | 1 - 2      |

## Рекорди постигнути на првенству
На првенству су оборена 3 светска и 6 европска рекорда.

### Светски атлетски рекорди на отвореном (3)
| Датум               | Дисциплина              | Нови рекорд                     | Нови рекорд   | Стари рекорд                    | Стари рекорд | Стари рекорд        |
| Датум               | Дисциплина              | Атлетичари                      | Резултат      | Атлетичари                      | Резултат     | Датум               |
| ------------------- | ----------------------- | ------------------------------- | ------------- | ------------------------------- | ------------ | ------------------- |
| 12. септембар 1962. | бацање кугле, жене      | Тамара Прес · Совјетски Савез   | =18,55 Финале | Тамара Прес · Совјетски Савез   | 18,55        | 10. јун 1962.       |
| 14. септембар 1962. | 400 м препоне, мушкарци | Салваторе Морале · Италија      | =49,2 Финале  | Глен Дејвис · Сједињене Државе  | 49,2         | 6. август 1958.     |
| 14. септембар 1962. | 400 м, жене             | Марија Иткина · Совјетски Савез | 53,4 Финале   | Марија Иткина · Совјетски Савез | 53,4 +       | 12. септембар 1959. |

### Европски рекорди у атлетици на отвореном (6)
|            | Датум               | Дисциплина               | Нови рекорд                                                                  | Нови рекорд | Стари рекорд                                                                       | Стари рекорд | Стари рекорд        |
| Атлетичари | Датум               | Дисциплина               | Резултат                                                                     | Атлетичари  | Резултат                                                                           | Датум        |                     |
| ---------- | ------------------- | ------------------------ | ---------------------------------------------------------------------------- | ----------- | ---------------------------------------------------------------------------------- | ------------ | ------------------- |
| 1.         | 12. септембар 1962. | бацање кугле, жене       | Тамара Прес, СССР                                                            | =18,55      | Тамара Прес, СССР                                                                  | 18,55        | 10. јун 1962        |
| 2.         | 14. септембар 1962. | 400 м, жене              | Марија Иткина, СССР                                                          | =53,4       | Марија Иткина, СССР                                                                | 53,4+        | 12. септембар 1959. |
| 3.         | 14. септембар 1962. | 400 м препоне, жене      | Салваторе Мортале, Италија                                                   | 49,2        | Салваторе Мортале, Италија                                                         | 49,7         | 15. октобар 1961.   |
| 4.         | 16. септембар 1962. | 800 м, жене              | Герда Кран, Холандија                                                        | 2:02,8      | Људмила Шевцова, СССР                                                              | 2,04,3       | 7. септембар 1960.  |
| 5.         | 16. септембар 1962. | штафета 4 х 100 м, жене  | Тереса Ћепли, Барббара Собота · Елзбиета Широка, Марија Пјатковска, · Пољска | 44,5        | Вера Крепкина, · Валентина Масловскаја, · Марија Иткина, Татјана Шелканова, · СССР | 44,5         | 15. јул 1961.       |
| 6.         | 16. септембар 1962. | бацање кладива, мушкарци | Ђула Живоцки, Мађарска                                                       | 69,64       | Михаил Кривоносов, СССР                                                            | 67,32        | 22. октобар 1956.   |

= изједначен рекорд

### Рекорди европских првенстава на отвореном (45)
|            | Датум         | Дисциплина                  | Нови рекорд                                                                       | Нови рекорд | Стари рекорд                                                                               | Стари рекорд | Стари рекорд                                                                  |
| Атлетичари | Датум         | Дисциплина                  | Резултат                                                                          | Атлетичари  | Резултат                                                                                   | Датум        |                                                                               |
| ---------- | ------------- | --------------------------- | --------------------------------------------------------------------------------- | ----------- | ------------------------------------------------------------------------------------------ | ------------ | ----------------------------------------------------------------------------- |
| 1.         | 12. септембар | бацање кугле, жене          | Тамара Прес, СССР                                                                 | 18,55       | Маријане Вернер, Немачка                                                                   | 15,74        | 23. август 1958. Стокхолм                                                     |
| 2.         | 12. септембар | 100 м, жене                 | Јута Хајне, Немачка                                                               | 11,5        | Хедер Јанг, Велика Британија                                                               | 11,6         | 23. август 1958. Стокхолм                                                     |
| 3.         | 12. септембар | 10.000 м, мушкарци          | Пјотр Болотњиков, СССР                                                            | 28:54,0     | Жђислав Кшишовјак, Пољска                                                                  | 28:56,0      | 19. август 1958. Стокхолм                                                     |
| 4.         | 13. септембар | 100 м, жене                 | Јута Хајне, Немачка                                                               | 11,4        | Јута Хајне, Немачка                                                                        | 11,5         | 12. септембар 1962. Београд                                                   |
| 5.         | 13. септембар | 5.000 м, мушкарци           | Питер Кубицки, Немачка                                                            | 13:53,4     | Жђислав Кшишовјак, Пољска                                                                  | 13:53,4      | 23. август 1958. Стокхолм                                                     |
| 6.         | 13. септембар | 5.000 м, мушкарци           | Пјотр Болотњиков, СССР                                                            | 13:53,4     | Жђислав Кшишовјак, Пољска                                                                  | 13:53,4      | 23. август 1958. Стокхолм                                                     |
| 7.         | 13. септембар | троскок, мушкарци           | Јозеф Шмид, Пољска                                                                | 16,55       | Јозеф Шмид, Пољска                                                                         | 16,43        | 23. август 1958. Стокхолм                                                     |
| 8.         | 13. септембар | 400 м препоне, мушкарци     | Салваторе Мортале, Италија                                                        | 50,0        | Анатолиј Јулин, СССР                                                                       | 50,5         | 29. август 1954. Берн                                                         |
| 9.         | 13. септембар | скок удаљ, мушкарци         | Игор Тер-Ованесјан, СССР                                                          | 7,82        | Игор Тер-Ованесјан, СССР                                                                   | 7,81         | 20. август 1958. Стокхолм                                                     |
| 10.        | 14. септембар | скок увис, жене             | Јоланда Балаш, Румунија                                                           | 1,83        | Јоланда Балаш, Румунија                                                                    | 1,77         | 21. август 1958. Стокхолм                                                     |
| 11.        | 14. септембар | бацање копља, мушкарци      | Карло Лијеворе, Италија                                                           | 80,20       | Јануш Сидло, Пољска                                                                        | 80,18        | 24. август 1958. Стокхолм                                                     |
| 12.        | 14. септембар | бацање кугле, мушкарци      | Виктор Липснис, Совјетски Савез                                                   | 18,00       | Артур Рове, Велика Британија                                                               | 17,78        | 23. август 1958. Стокхолм                                                     |
| 13.        | 14. септембар | бацање кугле, мушкарци      | Вилмош Варју, Мађарска                                                            | 19,02       | Виктор Липснис, Совјетски Савез                                                            | 18,00        | 14. септембар 1962. Београд                                                   |
| 14.        | 14. септембар | 80 м препоне, жене          | Ерика Фиш, Немачка                                                                | 10,07       | Галина Бистрова, Совјетски Савез                                                           | 10,07        | 21. август 1958. Стокхолм                                                     |
| 15.        | 14. септембар | 80 м препоне, жене          | Галина Бистрова, Совјетски Савез                                                  | 10,07       | Галина Бистрова, Совјетски Савез                                                           | 10,07        | 21. август 1958. Стокхолм                                                     |
| 16.        | 14. септембар | 80 м препоне, жене          | Тереса Ћепли, Пољска                                                              | 10,07       | Галина Бистрова, Совјетски Савез                                                           | 10,07        | 21. август 1958. Стокхолм                                                     |
| 17.        | 14. септембар | 200 м, жене                 | Валентина Масловска, Совјетски Савез                                              | 23,8        | Станислава Валасјевич, Пољска                                                              | 23,8         | 18. септембар 1938. Беч                                                       |
| 18.        | 14. септембар | 200 м, жене                 | Јута Хајне, Немачка                                                               | 23,7        | Станислава Валасјевич, Пољска · Валентина Масловска, Совјетски Савез                       | 23,8         | 18. септембар 1938. Беч 14. септембар 1962 Београд                            |
| 19.        | 14. септембар | 200 м, жене                 | Барбара Собота, Пољска                                                            | 23,7        | Станислава Валасјевич, Пољска · Валентина Масловска, Совјетски Савез · Јута Хајне, Немачка | 23,8         | 18. септембар 1938. Беч 14. септембар 1962 Београд 14. септембар 1962 Београд |
| 20.        | 14. септембар | 400 м препоне, мушкарци     | Салваторе Мортале, Италија                                                        | 49,2        | Салваторе Мортале, Италија                                                                 | 50,0         | 13. септембар 1962. Београд                                                   |
| 21.        | 14. септембар | 400 м, жене                 | Марија Иткина, СССР                                                               | 53,4        | Марија Иткина, СССР                                                                        | 53,7         | 21. август 1958. Стокхолм                                                     |
| 22.        | 14. септембар | петобој, жене               | Галина Бистрова, СССР                                                             | 4.833       | Галина Бистрова, СССР                                                                      | 4.733        | 21. август 1958. Стокхолм                                                     |
| 23.        | 14. септембар | 4 х 100 м, мушкарци         | Жан-Пол Ламброт, · Guy Lagorce, · Claude Piquemal, · Jocelyn Delecour, Француска  | 40,0        | Валтер Махлендорф, · Armin Hary, · Heinz Fütterer, · Манфред Гермар, Немачка               | 40,2         | 24. август 1958. Стокхолм                                                     |
| 24.        | 14. септембар | 4 х 100 м, мушкарци         | Алф Меакин, · Рон Џонс, · Бервин Џонс, · Дејвид Џонс, Велика Британија            | 39,8        | Жан-Пол Ламброт, · Guy Lagorce, · Claude Piquemal, · Jocelyn Delecour, Француска           | 40,0         | 14. септембар 1962. Стокхолм                                                  |
| 25.        | 14. септембар | десетобој, мушкарци         | Василиј Кузњецов, СССР                                                            | 7.653       | Василиј Кузњецов, СССР                                                                     | 6.969        | 21. август 1958. Стокхолм                                                     |
| 26.        | 15. септембар | скок мотком, мушкарци       | Пенти Никула, Финска                                                              | 4,80        | Елес Ландстрем, Финска · Manfred Preußger, Немачка · Владимир Булатов, Совјетски Савез     | 4,50         | 22. август 1958. Стокхолм                                                     |
| 27.        | 15. септембар | бацање диска, жене          | Тамара Прес, СССР                                                                 | 56,91       | Тамара Прес, СССР                                                                          | 52,32        | 22. август 1958. Стокхолм                                                     |
| 28.        | 15. септембар | скок удаљ, жене             | Татјана Шелканова, СССР                                                           | 6,38        | Лизел Јакуби, Немачка                                                                      | 6,14         | 22. август 1958. Стокхолм                                                     |
| 29.        | 15. септембар | бацање кладива, мушкарци    | Ђула Живоцки, Мађарска                                                            | 66,17       | Тадеуш Рут, Пољска                                                                         | 64,78        | 21. август 1958. Стокхолм                                                     |
| 30.        | 15. септембар | бацање копља, мушкарци      | Јанис Лусис, СССР                                                                 | 82,04       | Карло Лијеворе, Италија                                                                    | 80,20        | 14. септембар 1962. Београд                                                   |
| 31.        | 15. септембар | штафета 4 х 100 м, жене     | Тереса Ћепли, · Барбара Собота, · Елзбиета Широка, · Марија Пјатковска, Пољска    | 45,1        | Вера Крепкина, · Линда Кеп, · Нона Пољакова, · Валентина Масловска, СССР                   | 45,3         | 24. август 1958. Стокхолм                                                     |
| 32.        | 15. септембар | 200 м, жене                 | Јута Хајне, Немачка                                                               | 23,5        | Јута Хајне, Немачка · Барбара Собота, Пољска                                               | 23,6         | 14. септембар 1962. Београд                                                   |
| 33.        | 15. септембар | 800 м, жене                 | Герда Кран, Холандија                                                             | 2:06,3      | Јелизавета Јермолајева, СССР                                                               | 2,06,03      | 23. август 1958. Стокхолм                                                     |
| 34.        | 16. септембар | скок увис, мушкарци         | Валериј Брумељ, СССР                                                              | 2,21        | Rickard Dahl, Шведска                                                                      | 2,12         | 24. август 1958. Стокхолм                                                     |
| 35.        | 16. септембар | бацање кладива, мушкарци    | Ђула Живоцки, Мађарска                                                            | 69,64       | Ђула Живоцки, Мађарска                                                                     | 66,17        | 15. септембар 1962. Београд                                                   |
| 36.        | 16. септембар | штафета 4 х 100 м, жене     | Тереса Ћепли, · Барбара Собота, · Елзбиета Широка, · Марија Пјатковска, Пољска    | 44,5        | Тереса Ћепли, · Барбара Собота, · Елзбиета Широка, · Марија Пјатковска, Пољска             | 45,1         | 15. септембар 1962. Београд                                                   |
| 37.        | 16. септембар | 80 м препоне, жене          | Тереса Ћепли, Пољска                                                              | 10,06       | Ерика Фиш, Немачка · Галина Бистрова, Совјетски Савез · Тереса Ћепли, Пољска               | 10,07        | 14. септембар 1962. Београд                                                   |
| 38.        | 16. септембар | 80 м препоне, жене          | Карин Балцер, Немачка                                                             | 10,06       | Ерика Фиш, Немачка · Галина Бистрова, Совјетски Савез · Тереса Ћепли, Пољска               | 10,07        | 14. септембар 1962. Београд                                                   |
| 39.        | 16. септембар | 80 м препоне, жене          | Марија Пјатковска, Пољска                                                         | 10,06       | Ерика Фиш, Немачка · Галина Бистрова, Совјетски Савез · Тереса Ћепли, Пољска               | 10,07        | 14. септембар 1962. Београд                                                   |
| 40.        | 16. септембар | 80 м препоне, жене          | Ерика Фиш, Немачка                                                                | 10,06       | Ерика Фиш, Немачка · Галина Бистрова, Совјетски Савез · Тереса Ћепли, Пољска               | 10,07        | 14. септембар 1962. Београд                                                   |
| 41.        | 16. септембар | 800 м, жене                 | Герда Кран, Холандија                                                             | 2:02,8      | Јелизавета Јермолајева, СССР · Герда Кран, Холандија                                       | 2:06,3       | 24. август 1958. Стокхолм 15. септембар 1962. Београд                         |
| 42.        | 16. септембар | 3.000 м препреке, мушкарци  | Гастон Рулантс, Белгија                                                           | 8:32,6      | Jerzy Chromik, Пољска                                                                      | 8:38,2       | 22. август 1958. Стокхолм                                                     |
| 43.        | 16. септембар | штафета 4 х 100 м, мушкарци | Клаус Улонска, · Петер Гампер, · Јоаким Бендер, · Манфред Гермар, Немачка         | 39,5        | Алф Меакин, · Рон Џонс, · Бервин Џонс, · Дејвид Џонс, Велика Британија                     | 39,8         | 14. септембар 1962. Београд                                                   |
| 44.        | 16. септембар | штафета 4 х 100 м, мушкарци | Jerzy Juskowiak, · Andrzej Zieliński, · Zbigniew Syka, · Мариан Фоик, Пољска      | 39,5        | Алф Меакин, · Рон Џонс, · Бервин Џонс, · Дејвид Џонс, Велика Британија                     | 39,8         | 14. септембар 1962. Београд                                                   |
| 45.        | 16. септембар | штафета 4 х 400 м, мушкарци | Јоханес Шмит, · Вилхред Киндерман, · Ханс-Јоахим Реске, · Манфред Киндер, Немачка | 3:05,8      | Тед Сампсон, · John MacIsaac, · John Wrighton, · Џон Салисбури, Велика Британија           | 3:07,9       | 24. август 1958. Стокхолм                                                     |

### Национални рекорди (54)
|     | Датум               | Атлетичари                                                            | Земља                | Старост             | Дисц.                    | Ниво  | Плас. | Резултат |
| --- | ------------------- | --------------------------------------------------------------------- | -------------------- | ------------------- | ------------------------ | ----- | ----- | -------- |
| 1.  | 12. септембар 1962. | Тамара Прес                                                           | СССР                 | 10. мај 1937.       | бацање кугле, жене       | фин.  | 1.    | 18,55    |
| 2.  | 12. септембар 1962. | Евелин Лебре                                                          | Француска            | 20. фебруар 1938.   | 400 м. жене              | квал. | 13.   | 56,2     |
| 3.  | 12. септембар 1962. | Либуша Краличкова                                                     | Чехословачка         | 6. фебруар 1938.    | 400 м. жене              | квал. | 14.   | 56,3     |
| 4.  | 12. септембар 1962. | Франц Черван                                                          | Југославија          | 14. октобар 1936.   | 10.000 м, мушкарци       | фин.  | 7.    | 29:07,6  |
| 5.  | 13. септембар 1962. | Радослав Јоцић                                                        | Југославија          | 14. октобар 1937.   | троскок, мушкарци        | фин.  | 5.    | 15,68    |
| 6.  | 13. септембар 1962. | Џој Гривесон                                                          | Уједињено Краљевство | 31. октобар 1941.   | 400 м. жене              | пф.   | 1.    | 54,02    |
| 7.  | 13. септембар 1962. | Тили ван дер Звард                                                    | Холандија            | 18. јануар 1938.    | 400 м. жене              | пф.   | 5.    | 54,6     |
| 8.  | 13. септембар 1962. | Хелга Хенинг                                                          | Западна Немачка      | 11. новембар 1937.  | 400 м. жене              | пф.   | 6.    | 54,7     |
| 9.  | 13. септембар 1962. | Антонија Мункаци                                                      | Мађарска             | 26. новембар 1938.  | 400 м. жене              | пф.   | 7.    | 55,3     |
| 10. | 13. септембар 1962. | Нађа Симић                                                            | Југославија          | 4. април 1937.      | 400 м. жене              | пф.   | 11.   | 56,4     |
| 11. | 14. септембар 1962. | Олга Гере                                                             | Југославија          | 27. септембар 1942  | скок увис, жене          | фин.  | 2.    | 1,76     |
| 12. | 14. септембар 1962. | Марлен Кангио                                                         | Француска            | 10. март 1942.      | 80 м. препоне, жене      | квал. | 5.    | 10,09    |
| 13. | 14. септембар 1962. | Салваторе Мортале                                                     | Италија              | 4. новембар 1938.   | 400 м. препоне, мушкарци | фин.  | 1.    | 49,2     |
| 14. | 14. септембар 1962. | Марија Иткина                                                         | СССР                 | 3. фебруар 1932.    | 400 м. жене              | фин.  | 1.    | 53,4     |
| 15. | 14. септембар 1962. | Џој Гривесон                                                          | Уједињено Краљевство | 31. октобар 1941.   | 400 м. жене              | фин.  | 2.    | 53,9     |
| 16. | 14. септембар 1962. | Тили ван дер Звард                                                    | Холандија            | 18. јануар 1938.    | 400 м. жене              | фин.  | 3.    | 54,4     |
| 17. | 14. септембар 1962. | Хелга Хенинг                                                          | Западна Немачка      | 11. новембар 1937.  | 400 м. жене              | фин.  | 4.    | 54,6     |
| 18. | 14. септембар 1962. | Manuel de Oliveira                                                    | Португалија          | 20. октобар 1940.   | 1.500 м, мушкарци        | квал. | 16.   | 3:48,8   |
| 19. | 14. септембар 1962. | Cahit Önel                                                            | Турска               | 23. новембар 1927.  | 3.000 преп., мушкарци    | квал. | 8.    | 8:47,2   |
| 20. | 14. септембар 1962. | Guy Texereau                                                          | Француска            | 14. мај 1935.       | 3.000 преп., мушкарци    | квал. | 10.   | 8:48,8   |
| 21. | 14. септембар 1962. | Вернер фон Молтке                                                     | Немачка              | 4. мај 1936.        | десетобој, мушкарци      | фин.  | 2.    | 7.637    |
| 22. | 14. септембар 1962. | Eef Kamerbeek                                                         | Холандија            | 17. март 1934.      | десетобој, мушкарци      | фин.  | 4.    | 7.500    |
| 23. | 14. септембар 1962. | Алф Меакин, Рон Џонс, Бервин Џонс, Дејвид Џонс                        | Велика Британија     |                     | 4 х 100 м, мушкарци      | квал. | 1.    | 39,8     |
| 24. | 14. септембар 1962. | Jerzy Juskowiak, Andrzej Zieliński, Zbigniew Syka, Мариан Фоик        | Пољска               |                     | 4 х 100 м, мушкарци      | квал. | 3.    | 39,9     |
| 25. | 14. септембар 1962. | Sven Hortewall, Bo Althoff, Sven-Åke Lövgren, Owe Jonsson             | Шведска              |                     | 4 х 100 м, мушкарци      | квал. | 5.    | 40,1     |
| 26. | 14. септембар 1962. | Yordan Glukhchov, Веселин Валов, Тодор Сталев, Михаил Бачваров        | Бугарска             |                     | 4 х 100 м, мушкарци      | квал. | 9.    | 41,3     |
| 27. | 14. септембар 1962. | Дениз Генар                                                           | Француска            | 13. јануар 1934.    | петобој, жене            | фин.  | 2.    | 4.015    |
| 28. | 14. септембар 1962. | Драга Стамејчич                                                       | Југославија          | 27. фебруар 1937.   | петобој, жене            | фин.  | 6.    | 3.807    |
| 29. | 14. септембар 1962. | Нина Хансен                                                           | Данска               | 8. мај 1942.        | петобој, жене            | фин.  | 8.    | 7.500    |
| 30. | 15. септембар 1962. | Роман Лешек                                                           | Југославија          | 7. август 1937.     | скок мотком, мушкарци    | фин.  | 6.    | 4,55     |
| 31. | 15. септембар 1962. | Виорика Вископољану                                                   | Румунија             | 8. август 1939.     | скок удаљ, жене          | квал. | 8.    | 6,14     |
| 32. | 15. септембар 1962. | Одрун Ланге                                                           | Норвешка             | 29. новембар 1942.  | скок удаљ, жене          | квал. | 12.   | 5,98     |
| 33. | 15. септембар 1962. | Олга Шиковец, Нађа Симић, Зденка Лесковац, Драга Стамејчић            | Југославија          |                     | 4 х 100, жене            | квал. | 6.    | 46,7     |
| 34. | 15. септембар 1962. | Maeve Kyle                                                            | Ирска                | 6. октобар 1928.    | 800 м жене               | квал. | 16.   | 2:13,0   |
| 35. | 16. септембар 1962. | Олга Шиковец, Нађа Симић, Зденка Лесковац, Драга Стамејчић            | Југославија          |                     | 4 х 100, жене            | фин.  | 4.    | 46,4     |
| 36. | 16. септембар 1962. | Ерика Фиш, Марта Прензбергер, Марен Колин, Јута Хајне                 | Немачка              |                     | 4 х 100, жене            | фин.  | 2.    | 44,6     |
| 37. | 16. септембар 1962. | Ен Пакер, Дороти Хајман, Дафни Арден, Мери Ранд                       | Уједињено Краљевство |                     | 4 х 100, жене            | фин.  | 3.    | 44,9     |
| 38. | 16. септембар 1962. | Тереса Ћепли                                                          | Пољска               | 19. октобар 1937.   | 80 м. препоне, жене      | фин.  | 1.    | 10,06    |
| 39. | 16. септембар 1962. | Карин Балцер                                                          | Немачка              | 5. јун 1938.        | 80 м. препоне, жене      | фин.  | 2.    | 10,06    |
| 40. | 16. септембар 1962. | Марија Пјатковска                                                     | Пољска               | 24. фебруар 1931.   | 80 м. препоне, жене      | фин.  | 3.    | 10,06    |
| 41. | 16. септембар 1962. | Ерика Фиш                                                             | Немачка              | 20. април 1934      | 80 м. препоне, жене      | фин.  | 3.    | 10,06    |
| 42. | 16. септембар 1962. | Герда Кран                                                            | Холандија            | 30. јул 1933.       | 800 м, жене              | фин.  | 1.    | 2:02,8   |
| 43. | 16. септембар 1962. | Валтрауд Кауфман                                                      | Немачка              | 10. март 1942.      | 800 м, жене              | фин.  | 2.    | 2:05,0   |
| 44. | 16. септембар 1962. | Олга Кази                                                             | Мађарска             | 10. мај 1941.       | 800 м, жене              | фин.  | 3.    | 2:05,0   |
| 45. | 16. септембар 1962. | Џој Џордан                                                            | Уједињено Краљевство | 13. новембар 1935.  | 800 м, жене              | фин.  | 4.    | 2:05,0   |
| 46. | 16. септембар 1962. | Кристина Новаковска                                                   | Пољска               | 8. децембар 1935.   | 800 м, жене              | фин.  | 5.    | 2:05,8   |
| 47. | 16. септембар 1962. | Анаталиј Михаилов                                                     | СССР                 | 14. септембар 1936. | 110 м препоне, мушкарци  | фин.  | 1.    | 13,8     |
| 48. | 16. септембар 1962. | Гастон Рулантс                                                        | Белгија              | 5. фебруар 1937.    | 3.000 преп., мушкарци    | фин.  | 1.    | 8:32,6   |
| 49. | 16. септембар 1962. | Золтан Вамош                                                          | Румунија             | 27. јануар 1936.    | 3.000 преп., мушкарци    | фин.  | 2.    | 8:37,6   |
| 50. | 16. септембар 1962. | Алф Меакин, Рон Џонс, Бервин Џонс, Дејвид Џонс                        | Велика Британија     |                     | 4 х 100 м, мушкарци      | фин.  | 1.    | 39,8     |
| 51. | 16. септембар 1962. | Jerzy Juskowiak, Andrzej Zieliński, Zbigniew Syka, Мариан Фоик        | Пољска               |                     | 4 х 100 м, мушкарци      | фин.  | 2.    | 39,5     |
| 52. | 16. септембар 1962. | Клаус Улонска, Петер Гампер, Јоаким Бендер, Манфред Гермар            | Немачка              |                     | 4 х 100 м, мушкарци      | фин.  | 1.    | 39,5     |
| 53. | 16. септембар 1962. | Bo Althoff, Ronny Sunesson, Bengt-Göran Fernström, Ханс-Олаф Јохансон | Шведска              |                     | 4 х 400 м, мушкарци      | фин.  | 4.    | 3:07,7   |
| 54. | 16. септембар 1962. | Бруно Галикер, Marius Theiler, Хансруди Брудер, Jean-Louis Descloux   | Швајцарска           |                     | 4 х 400 м, мушкарци      | фин.  | 3.    | 3:07,0   |

## Важно
Након савезничког распуштања Немачке спортске организације 1947, Међународни олимпијски комитет је 1950. одлучио да призна реорганизовани Олимпијски комитет Немачке (Nationales Olympisches Komitee für Deutschland), који је обухватао обе Немачке а централа је била у Западној Немачкој.
Током Хладног рата 1951. године ДДР је одлучио да формира одвојени Национални олимпијски комитет који није био одмах признат од стране МОК. Спортисти из ДДР-а су тада ишли на олимпијске игре и даље преко савеза који је био у Западној Немачкој и признат од стране МОК. Овај тим који се у периоду од 1956 до 1964. такмичио заједно познат је као Уједињени тим Немачке. Од 1968. године постојала су два Немачка тима који су добили засебне кодове, GDR за источну и GER за западну Немачку. Од 1980. године код за Западну Немачку је промењен на FRG а десет година касније после поновног уједињења Немачке враћен је стари код GER.
Све исто примењивало се и на европским првенствима и тек од првенства 1966 учествују одвојено. Ово наводимо јер друге википедије одвојене Немачке воде на овом и претходном првенству што је у супротностима са извештајима ЕАА
Ова напомена је дата да корисници на преправљају овај текст усклађујући га са другим википедијама. Хвала